# جزيرة ديراوان
جزيرة ديراوان وهي جزيرة من جزر إندونيسيا، ضمن أرخبيل ديراوان، في إقليم كالمنتان الشرقية.